# Guarnigione
La guarnigione (dal francese garnison, a sua volta derivato dal verbo garnir, "equipaggiare", "armare") è un raggruppamento di unità militari terrestri (regolare o meno) poste a difesa di un palazzo, un castello, una nave da guerra ed in generale di fortificazioni. 

## Storia
Quando nel XVI secolo, l'uso degli archibugi e  dei moschetti nei combattimenti consigliarono la convenienza di non lasciare sole le masse di combattenti all'arma bianca che costituivano la forma maggiore della fanteria, si designò col titolo di guarnigione le file di archibugieri e moschettieri che proteggevano e sostenevano ai fianchi lo squadrone di fanti con baionetta in canna.
Con la crescente importanza che ebbe la polvere da sparo e le armi da fuoco, il numero di soldati che utilizzava tali armi arrivò ad essere maggiore di quello dei fanti combattenti all'arma bianca, si pensò alla collocazione che doveva darsi alle file di archibugieri che eccedevano dopo la sistemazione classica ai fianchi dello schieramento. Si pensò così di collocare queste forze al centro dello schieramento benché non facessero fuoco per difendersi dagli attacchi della cavalleria. 

## Utilizzo alternativo del termine
In realtà, solo nella storia moderna si riscontra la presenza del termine guarnigione nell'accezione che gli è data attualmente, perché un tempo con questo termine si intendeva l'insieme di viveri, macchine ed attrezzi che costituivano le scorte degli eserciti. 
Nel Codigo des Siete Partidas di Alfonso X si dice sempre  guardia  e non  guarnigione  di castelli e piazzeforti. E più avanti, nei secoli XVI e XVII si usava la parola  presidio  per designare la truppa permanente incaricata di custodire i castelli e fortezze ed il termine  presidiare  per esprimere il concetto di guardiania. I classici e gli scrittori militari di quell'epoca usavano, in tutti i casi, il sostantivo ed il verbo citati.